# Eva Cassidy
Eva Marie Cassidy (Washington, 2 febbraio 1963 – Bowie, 2 novembre 1996) è stata una cantante statunitense.

## Biografia
Ricevette la prima educazione musicale dal padre e imparò a suonare la chitarra. Fece parte di un gruppo musicale familiare, assieme al fratello Danny ed al padre Hugh, con cui si esibiva nell'area di Washington. Fece parte di un gruppo pop giovanile, gli Stonehenge, con cui suonava e cantava nei locali della zona.
Nel 1986 fu scoperta dal produttore Chris Biondo, che la introdusse nel mondo musicale professionale e la spinse a formare un suo gruppo, la Eva Cassidy Band.
Nel 1991 iniziò con Chuck Brown una collaborazione artistica che si concretizzò in diversi concerti, compreso uno al Blues Alley di Washington, nel 1996, da cui è tratto l'album dal vivo Live at Blues Alley, uscito postumo nel 1997.
Eva Cassidy morì a causa di un melanoma, scoperto nel 1993, il 2 novembre 1996 nella casa della sua famiglia a Bowie, nel Maryland.  In accordo con i suoi desideri, il suo corpo venne cremato e le ceneri sono state sparse sulle rive del lago di St. Mary's River Watershed Park, una riserva naturale vicino a Callaway, nel Maryland.
Eva non ricevette grandi riconoscimenti per il suo lavoro mentre era in vita: rimase una cantante limitata all'area di Washington e non trovò una grande casa discografica che si interessasse a lei. Fu soltanto dopo la sua morte che, grazie alla trasmissione di alcune sue canzoni da parte della BBC Radio Two in Gran Bretagna, i suoi album divennero conosciuti e richiesti.
Le sue registrazioni pubblicate postume hanno venduto più di quattro milioni di copie e, all'inizio del 2001, la sua raccolta Songbird ha raggiunto la posizione numero uno nella classifica inglese.
Durante la sua carriera fu accompagnata dai seguenti musicisti:
- Keith Grimes (chitarra);
- Lenny Williams (tastiera);
- Chris Biondo (basso);
- Raice McLeod (batteria).

## Discografia
- 1995 – The Other Side (con Chuck Brown)
- 1997 – Eva by Heart (Unico album registrato in studio)
- 1997 – Live at Blues Alley
- 1998 – Songbird (Raccolta di canzoni tratte dai tre album precedenti)
- 2000 – Time After Time
- 2000 – No Boundaries
- 2002 – Method Actor
- 2002 – Imagine
- 2003 – American Tune
- 2004 – Wonderful World
- 2008 – Somewhere
- 2011 – Simply Eva
- 2015 – Nightbird